# Marc Hauser

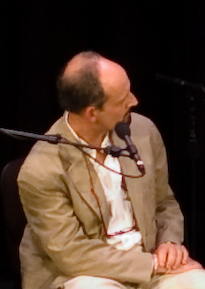

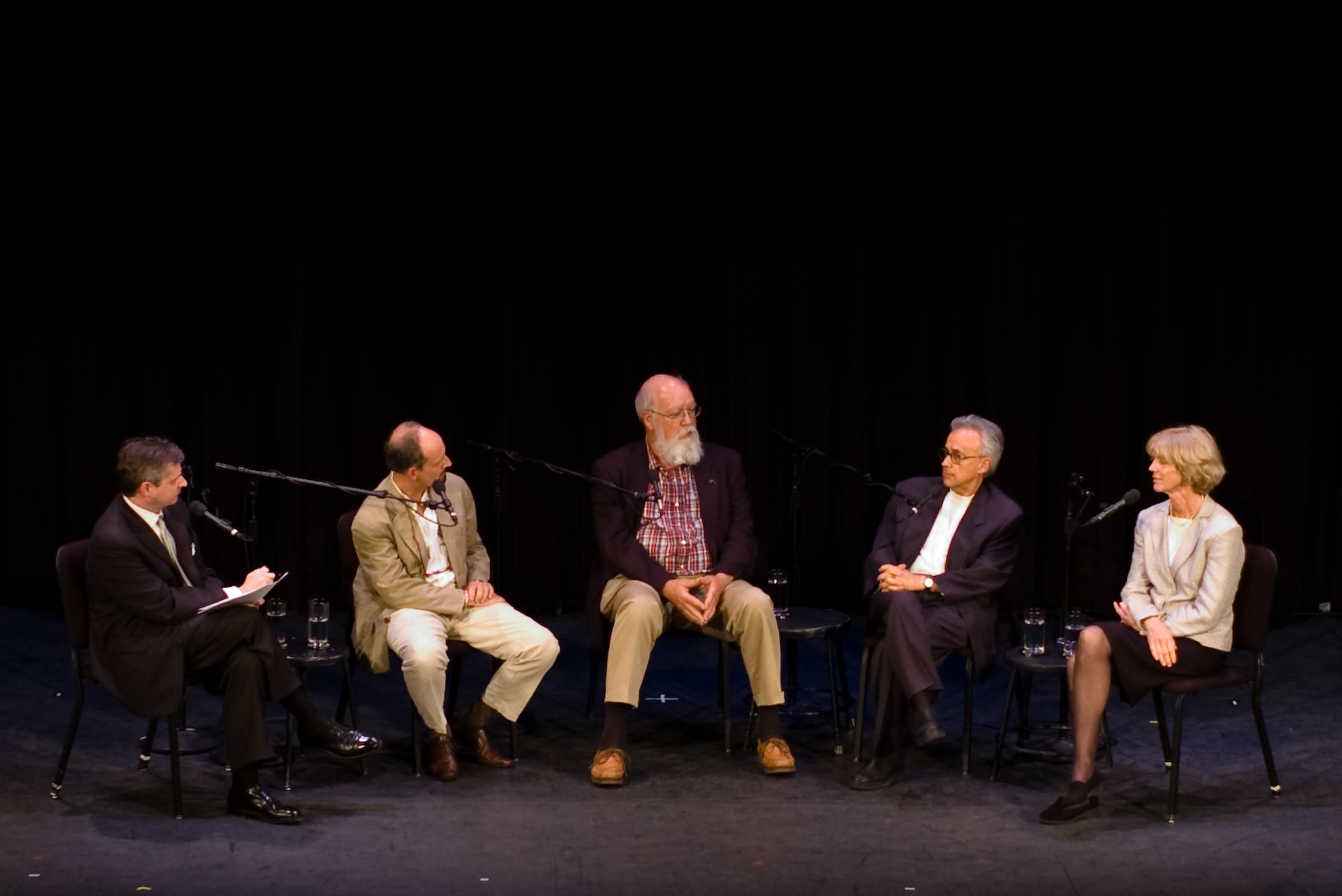
Marc Hauser (2 v.l.) zwischen Jon Meacham und Daniel Dennett (Mitte) beim World Science Festival

Marc D. Hauser (* 25. Oktober 1959) ist ein US-amerikanischer Evolutionsbiologe. Er forschte zum Verhalten von Primaten und zur Kognition bei Tieren. Er lehrte 18 Jahre an der Harvard University. Im August 2010 befand Harvard ihn verantwortlich für acht Fälle wissenschaftlichen Fehlverhaltens.  Im Juli 2011 trat Hauser von seiner Professur an der Harvard University zurück.

## Leben und Werk
Hauser machte seinen Abschluss als BS an der Bucknell University und seinen PhD an der University of California, Los Angeles (UCLA). Hauser war Professor und Co-Direktor des Mind, Brain, and Behavior Programms in Harvard sowie Leiter des Labors für Kognitive Evolution.
Hausers Forschung untersuchte die Prozesse und Folgen der kognitiven Evolution, insbesondere die Entwicklung von Sprache, das Wesen moralischer Urteile, die Entwicklung mathematischer Repräsentationen, vergleichende Studien wirtschaftsähnlicher Entscheidungen, Vorstufen musikalischer Kompetenz sowie das Wesen der Ereignis-Wahrnehmung. Eins seiner Forschungsprojekte war der internetbasierte Moral Sense Test in dem Teilnehmer eine Reihe hypothetischer moralischer Dilemmata vorgelegt bekommen und jeweils beurteilen sollen.
Nach seinem Ausscheiden aus der Harvard-Universität widmete Hauser sich der Förderung von sozial auffälligen Jugendlichen (at-risk youth). Er ist Mitgründer der Firma Gamience, die Computerprogramme entwickelt, mit deren Hilfe Jugendliche Selbstkontrolle und andere kognitive Fähigkeiten erlernen können.

## Preise und Auszeichnungen
Hauser erhielt den Young Investigator Award der National Science Foundation, eine Wissenschafts-Medaille des Collège de France sowie ein Guggenheim Fellowship. Er hat rund 200 Beiträge in Wissenschaftsmagazinen sowie sechs Bücher veröffentlicht.

## Wissenschaftliches Fehlverhalten
Im August 2010 befand eine interne Untersuchungskommission der Harvard University, dass sich Marc Hauser in mindestens acht Fällen des wissenschaftlichen Fehlverhaltens schuldig gemacht habe. Nach Angabe der Harvard-Untersuchungskommission, die zuvor drei Jahre lang intern ermittelt hatte, lag das Fehlverhalten alleine bei Hauser. Details über die Art des wissenschaftlichen Fehlverhaltens wurden nicht öffentlich gemacht. Ein Aufsatz von Hauser in der Fachzeitschrift Cognition wurde zurückgezogen. Zwei weitere Beiträge in den Zeitschriften Proceedings of the Royal Society B und Science seien ebenfalls betroffen, hieß es zunächst, allerdings konnte Hauser in beiden Fällen die Experimente wiederholen, wodurch seine ursprünglichen Resultate bestätigt wurden. Mit Wirkung vom 1. August 2011 kündigte er seine Tätigkeit an der Harvard University, nachdem das Lehrpersonal des Fachbereichs Psychologie in einer Abstimmung im Februar 2011 beschlossen hatte, Hauser vom Unterricht für das kommende akademische Jahr auszuschließen. Michael D. Smith, der Dekan der Fakultät der Geistes- und Sozialwissenschaften, bestätigte später in einem Schreiben, dass Hauser nicht mehr an der Fakultät unterrichten darf.
Weil Hauser für seine Forschung staatliche Zuschüsse erhalten hatte, leitete auch das U.S. Department of Health and Human Services Office of Research Integrity (ORI) eine Untersuchung ein. Eine abschließende Stellungnahme des ORI bestätigte Anfang September 2012 die Vorwürfe gegen Hauser: Ihm seien in sechs Fällen „wissenschaftliches Fehlverhalten“ nachgewiesen worden, darunter soll er Daten erfunden und die Ergebnisse mehrerer Experimente manipuliert haben.
Hauser selbst räumte gegenüber der Fachzeitschrift Nature im September 2012 „Fehler“ ein, wies aber den Vorwurf wissenschaftlichen Betrugs erneut zurück.

## Veröffentlichungen (Auswahl)
- Wild Minds: What Animals Really Think,  mit Illustrationen von Ted Dewan, Henry Holt, New York 2000
  - deutsch: Wilde Intelligenz, München 2001 und 2003, ISBN 3-423-34046-0
- Moral Minds: How Nature Designed a Universal Sense of Right and Wrong, Harper Collins, /Ecco, New York 2006